# Yannick Eduardo
Yannick Ferreira Eduardo (Kadaň, 23 januari 2006) is een Tsjechisch-Nederlands-Angolees voetballer die doorgaans als aanvaller speelt. Hij komt uit voor FC Emmen, dat hem huurt van RB Leipzig.

## Clubcarrière
Eduardo werd geboren in Tsjechië, maar verhuisde op 3-jarige leeftijd naar Nederland. Hij begon met voetballen bij het Tielse RKTVC en Theole, waarna hij werd opgenomen in de jeugdopleiding van N.E.C.. Na twee jaar werd hij overgenomen door RB Leipzig. Hij speelde met Leipzig in de UEFA Youth League onder andere tegen Manchester City en Real Madrid. In zeven Youth League-wedstrijden scoorde hij vijf keer, wat hem een eerste profcontract opleverde in januari 2024. Die zelfde maand zat hij ook twee keer op de bank bij Leipzig, tegen Eintracht Frankfurt en Bayer Leverkusen, maar kwam nog niet in actie.

### De Graafschap
Medio 2024 werd Eduardo door Leipzig verhuurd aan De Graafschap in de Keuken Kampioen Divisie. Hij debuteerde in de eerste speelronde tegen FC Volendam (4-3). Hij kwam in de 64e minuut in de ploeg voor Ralf Seuntjens. Op 13 september scoorde hij zijn eerste doelpunt tegen Helmond Sport (2-3). Op 29 oktober scoorde hij ook in de KNVB Beker, tegen TOP Oss (4-1). Na een halfjaar werd zijn huurcontract ontbonden.

### FC Emmen
Na ontbinding van het contract bij De Graafschap werd Eduardo verhuurd aan FC Emmen. Hij debuteerde op 19 januari 2025 tegen FC Eindhoven (1-2). Met nog een halfuur te spelen kwam hij in het veld voor Adrian Rogulj. Op 31 januari, tegen Jong PSV (4-2), scoorde hij zijn eerste doelpunt op aangeven van Julius Kade.

## Interlandcarrière
Eduardo heeft een Tsjechisch en een Nederlands paspoort. Daarnaast is zijn vader Angolees. Hij kan dus voor deze drie landen uitkomen. Hij begon bij jeugdelftallen van Nederland, maar stapte in 2024 over naar de Onder 19 van Tsjechië.

## Statistieken
| Seizoen | Club            | Competitie     | Competitie | Competitie | Beker | Beker | Overig | Overig | Totaal | Totaal |
| Seizoen | Club            | Competitie     | Wed.       | Dlp.       | Wed.  | Dlp.  | Wed.   | Dlp.   | Wed.   | Dlp.   |
| ------- | --------------- | -------------- | ---------- | ---------- | ----- | ----- | ------ | ------ | ------ | ------ |
| 2024/25 | → De Graafschap | Eerste divisie | 10         | 1          | 2     | 1     | 0      | 0      | 12     | 2      |
| 2024/25 | → FC Emmen      | Eerste divisie | 13         | 1          | 0     | 0     | 0      | 0      | 13     | 1      |
| Totaal  | Totaal          | Totaal         | 23         | 2          | 2     | 1     | 0      | 0      | 25     | 3      |

Bijgewerkt op 7 april 2025.